# Барсуки (Стодолищенское сельское поселение)
Барсуки́ — деревня в Починковском районе Смоленской области России. Входит в состав Стодолищенского сельского поселения. Население — 15 жителей (2025 год).
Расположена в центральной части области в 28 км к юго-востоку от Починка, в 5 км западнее автодороги А141 Орёл — Витебск. Расстояние до Смоленска 85 км. В 4 км северо-восточнее деревни расположена железнодорожная станция Стодолище на линии Смоленск — Рославль.

## История
В годы Великой Отечественной войны деревня была оккупирована гитлеровскими войсками в июле 1941 года, освобождена в сентябре 1943 года.